# Ostthüringer Zeitung

Alternative Version des Logos

Die Ostthüringer Zeitung (OTZ) ist eine regionale Tageszeitung mit Sitz in Gera. Zusammen mit einer Teilauflage der Thüringischen Landeszeitung erreicht sie eine verkaufte Auflage von 47.423 Exemplaren, ein Minus von 74,2 Prozent seit 1998.
Die OTZ erscheint seit Anfang der 1990er Jahre täglich außer sonntags im Osten Thüringens im Ostthüringer Zeitung Verlag, welcher zu 40 Prozent zur Funke Mediengruppe, ehemals WAZ-Mediengruppe, gehört. Zusammen mit der Thüringer Allgemeinen (TA) und der Thüringischen Landeszeitung (TLZ) gehört sie zum Vertriebsverbund Funke Medien Thüringen. Die gesamte verkaufte Auflage der drei Publikationen beträgt 134.351 Exemplare. Beide Zeitungen gehören ebenfalls der Funke Mediengruppe an. In einigen Regionen, wie Gera, Jena und dem Saale-Holzland-Kreis, erscheinen OTZ und TLZ parallel. In Gera wird von OTZ und TLZ ein gemeinsamer Lokalteil produziert, der sich nur in Layout und Design unterscheidet. In Jena existieren zwar formal OTZ und TLZ getrennt, produzieren aber seit 2009 ein gemeinsames Blatt mit geringfügigen Unterschieden.
Regionalausgaben erscheinen in Bad Lobenstein, Eisenberg, Gera, Greiz, Jena, Pößneck, Rudolstadt, Saalfeld, Schleiz, Schmölln, Stadtroda und Zeulenroda-Triebes.

## Geschichte
Die OTZ ging indirekt aus der Volkswacht hervor, die  in der DDR von 1952 bis 1990 das offizielle Presseorgan der SED-Bezirksleitung Gera war. Die Volkswacht kam mit ihren zwölf Lokalausgaben auf eine Auflage von 215.200 Exemplaren.
Am 8. Januar 1990 war Dieter Hausold zum neuen Chefredakteur gewählt worden. Dieser trat bereits 10 Tage später zurück und wurde durch Ullrich Erzigkeit abgelöst. Dieser setzte die Trennung von der SED und eine Namensänderung der Zeitung durch. Es gab Mord- und Bombendrohungen. Herausragende Bedeutung erhielten die Leserbriefseiten. Die neuen Parteien und politischen Bewegungen bekamen die Möglichkeit zur Selbstdarstellung. Erzigkeit war bis Ende 2013 Chefredakteur der Zeitung.
Ab 1990 erschien die Volkswacht kurzzeitig als Ostthüringer Nachrichten (OTN). Als die WAZ über eine Tochtergesellschaft mit den von den Ostthüringer Nachrichten abgeworbenen Mitarbeitern die Ostthüringer Zeitung im selben Verbreitungsgebiet herausgebracht und den Abonnenten der Ostthüringer Nachrichten zum Bezug angeboten hatte, mussten die OTN ihr Erscheinen einstellen. Die Ostthüringer Zeitung listet bis jetzt (Mai 2021) in ihrem Impressum direkt unter ihrem Namen den Zeitungstitel Ostthüringer Nachrichten auf.
Seit 2010 kooperiert die OTZ inhaltlich verstärkt mit den anderen Zeitungen Thüringer Allgemeine (TA) und Thüringische Landeszeitung (TLZ) der Mediengruppe Thüringen (MGT), ehemals Zeitungsgruppe Thüringen (ZGT), welche wiederum zur Funke Mediengruppe gehört. In den Printausgaben wird eine wachsende Zahl der Artikel untereinander ausgetauscht.
Ende 2013 wurde das Druckzentrum der OTZ im Löbichauer Ortsteil Beerwalde im Landkreis Altenburger Land geschlossen, wovon mehr als 100 Mitarbeiter betroffen waren. Seitdem wird die OTZ teilweise im Druckhaus der ZGT in Erfurt und teilweise in Chemnitz gedruckt.
Einer der langjährigen Mitarbeiter des Blatts war der Karikaturist Theo Immisch.
Im März 2023 kündigte die Funke Mediengruppe an, die Zustellung der OTZ-Druckausgabe in einigen Gemeinden des Landkreises Greiz wegen Unwirtschaftlichkeit ab 1. Mai einzustellen. Die betroffenen Abonnenten sollen auf die e-Paper-Ausgabe umstellen.

## Auflage
Die Ostthüringer Zeitung gehört zu den deutschen Tageszeitungen mit den größten Auflagenverlusten der vergangenen Jahre. Die verkaufte Auflage ist in den vergangenen 10 Jahren um durchschnittlich 6,6 % pro Jahr gesunken. Im vergangenen Jahr hat sie um 8,9 % abgenommen. Sie beträgt gegenwärtig 47.423 Exemplare. Der Anteil der Abonnements an der verkauften Auflage liegt bei 94,4 %.
| 1998   | 1999   | 2000   | 2001   | 2002   | 2003   | 2004   | 2005   | 2006   | 2007   | 2008   | 2009   | 2010   | 2011   | 2012   | 2013   | 2014  | 2015  | 2016  | 2017  | 2018  | 2019  | 2020  | 2021  | 2022  | 2023  | 2024  |
| ------ | ------ | ------ | ------ | ------ | ------ | ------ | ------ | ------ | ------ | ------ | ------ | ------ | ------ | ------ | ------ | ----- | ----- | ----- | ----- | ----- | ----- | ----- | ----- | ----- | ----- | ----- |
| 184049 | 177266 | 170648 | 163611 | 156177 | 150360 | 143183 | 136319 | 130046 | 124720 | 119289 | 114446 | 111292 | 107624 | 104038 | 100086 | 96019 | 91519 | 88793 | 84950 | 81194 | 75845 | 70515 | 65278 | 59180 | 53393 | 48654 |

Mit Teilauflage der Thüringische Landeszeitung

## Die Zeitung vom 12. Mai 2021
Am 12. Mai 2021 erschien aufgrund des Streiks im Funke-Druckzentrum Erfurt die Tagesausgabe der Thüringischen Landeszeitung, der Ostthüringer Zeitung und der Thüringer Allgemeinen als identische Ausgabe: Sie zeigt im Zeitungskopf die Logos der drei Zeitungen gleich groß nebeneinander und bestand aus 16 nicht nummerierten Seiten. Im Zeitungs-Impressum war an erster Stelle die Funke Medien Thüringen GmbH in Erfurt benannt, gefolgt von der Adresse des jeweiligen Zeitungsverlags. Diese Ausgabe zeigt, dass die drei Regionalzeitungen in Thüringen tatsächlich eine Einheitszeitung mit optisch verschiedener Aufmachung und unterschiedlicher Regional-Berichterstattung sind.